# Монстър Хай: Ужас, камера, начало
Монстър Хай:Ужас, камера, начало  е американски компютърно-анимационен филм от 2014 година на студио „Mattel“. Премиерата му е на 25 март 2014 г.

## Сюжет
Когато Дракулора е заблудена, че е кралица на вампирите, тя тръгва на пътешествие заедно с приятелите си, за да търсят истинската вампирска кралица.

## Герои
Клодия Улф – 19-годишно момиче върколак. По-голямата сестра на Клодийн. Тя е писателка.
- Вайпърин Горгон – момиче горгона. Тя е гримьорка. Говори с испански акцент.
- Хъни Суомп – момиче блатно чудовище. Тя е оператор. Говори с южняшки акцент.
- Елизабат – момиче вампир, което е истинската кралица на вампирите. Тя е актриса и работи под името Вероника Фон Вамп.
- лорд Стокър – вампир и чичо на Елизабат. Той е главният антагонист на филма.